# Otlo de Santo Emerão
Otlo de Santo Emerão (em latim: Othlonus S. Emmerammi; c. 1010–ca. 1072 (62 anos)) foi um monge beneditino da Abadia de Santo Emerão em Regensburgo, conhecido como erudito e educador.

## Vida

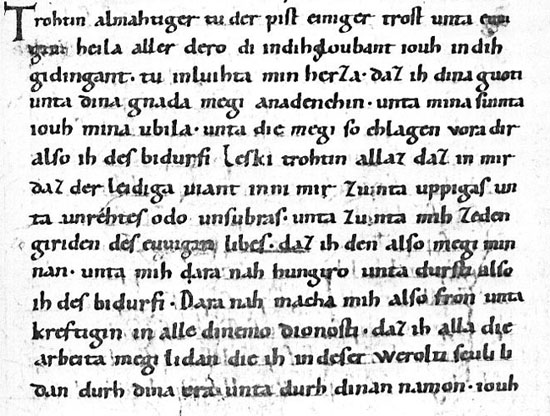
Trecho da "Oração de Otlo", um manuscrito bávaro do século XI com uma oração de Otlo.

Otlo nasceu por volta de 1010 no Diocese de Freising. Depois de estudar nas abadias de Tegernsee e Hersfeld, foi convocado a Wurzburgo pelo bispo Meinhard (segundo Otlo em seu "Livro de Visões", por causa de suas habilidades como escritor). Otlo serviu ali como clérigo secular na Diocese de Freising antes de tentar uma carreira monástica, indo contra os desejos de seu pai. Em 1032, fez seus votos em Santo Emerão, em Regensburgo. Nomeado deão em 1055, foi também magister scholae (diretor da escola monástica) e teve como aluno o abade reformista Guilherme de Hirsau (m. 1091). Otlo estava entre os autores que criaram a história da transferência das relíquias de São Dionísio Areopagita para Regensburgo e, por um longo tempo, acreditou-se ter sido o falsificador das cartas de isenção de seu mosteiro, uma acusação que estudos mais recentes tem reconsiderado. Conflitos com seu abade e com seu bispo levaram Otlo a deixar Santo Emerão em 1062 em prol da Abadia de Fulda, onde ficou até 1067. Depois de uma breve estadia no mosteiro francônio de Amorbach, retornou para Regensburgo e passou o resto de sua vida ali escrevendo. Sua obra mais notável é o relato semi-autobiográfico das tentações que superou durante sua vida (a "Liber de tentationibus suis")  e uma coleção de contos sobre visões, incluindo a sua própria (o "Liber visionum").

## Obras
As obras de Otlo foram agrupadas no volume 146 da Patrologia Latina (27-434), de Jacques Paul Migne, incluindo:
"Dialogus de suis tentationibus, varia fortuna et scriptis"
"Vida de São Wolfgang de Regensburgo"
"Vida de São Bonifácio"
"Vida de Santo Alto"
"Vida de São Magno"
"Dialogus de tribus quæstionibus"
"De promissionis bonorum et malorum causis"
"De cursu spirituali"
"De translatione s. Dionysii e Francia in Germaniam (fragmentos)
"De miraculo quod nuper accidit cuidam laico"
"De admonitione clericorum et laicorum"
"De spirituali doctrina"
"Liber Proverbiorum"
"Sermo in natali apostolorum"
"Liber visionum tum suarum tum aliorum"

## Ligações Externas
- (em latim) Othlonus Ratisbonensis, documentacatholicaomnia.eu